# Вашуков, Андрей Петрович
Андрей Петрович Вашуков (1 сентября 1902 — 24 декабря 1972) — председатель колхоза «Новая жизнь» Архангельской области (1946-1967), Герой Социалистического Труда (22.03.1966).

## Биография
Родился 14 сентября 1902 года в деревне Ичково Холомогорского уезда (ныне Холмогорский район Архангельской области) в семье крестьянина. Трудовую деятельность начал в 1924 году в сельхозартели «Самопомощь» Архпромсоюза, где в течение трёх лет выполнял обязанности заведующего производством и торговлей. Многие годы работал председателем сельскохозяйственного кооператива. В 1946-1967 годах бессменно руководил колхозом «Новая жизнь» Холмогорского района. Под его руководством колхоз неоднократно демонстрировал свои успехи на ВДНХ СССР, за что награждался медалями выставки. Член ВКП(б) с 1943 года. Неоднократно избирался депутатом сельского и Холмогорского Совета депутатов трудящихся, членом Холмогорского районного и Архангельского областного комитетов КПСС. Избирался делегатом XXII съезда КПСС.
Указом Президиума Верховного Совета СССР от 22 марта 1966 года за заслуги в развитии общественного животноводства и повышении его продуктивности председателю колхоза «Новая жизнь» Вашукову Андрею Петровичу присвоено звание Героя Социалистического Труда с вручением ордена Ленина и золотой медали «Серп и Молот».
Скончался 24 декабря 1972 года. Похоронен на кладбище деревни Ступино Холмогорского района.
Кроме ордена Ленина (1966), награждён двумя орденами Трудового Красного Знамени (17.06.1949, 13.06.1951), медалями, в том числе Большими золотой и серебряной медалями ВДНХ СССР.
В Холмогорском районе проводятся лыжные соревнования памяти А. П. Вашукова.